# Frank Whaley
Francis Joseph „Frank“ Whaley (* 20. Juli 1963 in New York) ist ein US-amerikanischer Schauspieler und Regisseur.

## Karriere
Seine beiden bekanntesten Filme wurden von Oliver Stone gedreht. Geboren am 4. Juli erzählt die wahre Geschichte von Ron Kovic, der im Rollstuhl aus dem Krieg zurückkehrt. Frank Whaley spielt hier Ron Kovics Schulfreund an der Seite von Tom Cruise. Eine weitere bekannte Rolle übernahm er 1991 in dem Film The Doors, in dem er den Gitarristen Robby Krieger spielte. 1992 stellte er in Jimmy Hoffa den Mörder des Gewerkschafters James Hoffa dar.
Im Jahr 1994 hatte er einen kurzen, aber prägnanten Auftritt in Quentin Tarantinos Film Pulp Fiction, in dem er als Ganove Brett von den Killern Vincent Vega (John Travolta) und Jules Winfield (Samuel L. Jackson) erschossen wird, nachdem Jules zuvor sein vermeintliches Bibel-Zitat Ezekiel 25:17 spricht. Im gleichen Jahr war Whaley als aufstrebender Filmhochschulabsolvent Guy an der Seite von Kevin Spacey und Michelle Forbes in der Tragikomödie Unter Haien in Hollywood zu sehen.
Frank Whaley ist auch im Fernsehen zu sehen, so spielte er in den Jahren 2003 bis 2004 in sieben Episoden der Serie Dead Zone mit. Im Jahr 2007 sah man ihn als zwielichtigen Manager im Horrorstreifen Motel. 2013 spielte er in der Fernsehserie Ray Donovan die Rolle des Van Miller.
Im Jahre 1999 gab er sein Debüt als Regisseur mit dem Drama Joe the King. Hierfür, wie auch für seine weiteren Filme als Regisseur, verfasste er auch das Drehbuch. 2001 inszenierte er den Film The Jimmy Show; 2007 entstand New York City Serenade.

## Privatleben
Whaley ist seit dem Jahr 2001 mit der Schauspielerin und Schriftstellerin Heather Bucha verheiratet. Aus der Ehe gingen zwei Kinder hervor.

## Filmografie (Auswahl)
- 1989: Alabama – Saat des Hasses (Unconquered, Fernsehfilm)
- 1989: Feld der Träume (Field of Dreams)
- 1989: Geboren am 4. Juli (Born on the Fourth of July)
- 1990: Freshman
- 1991: The Doors
- 1991: Kevins Cousin allein im Supermarkt (Career Opportunities)
- 1992: Spezialeinheit IQ (A Midnight Clear)
- 1992: Jimmy Hoffa (Hoffa)
- 1993: Swing Kids
- 1994: Pulp Fiction
- 1994: Unter Haien in Hollywood (Swimming with Sharks)
- 1994: I.Q. – Liebe ist relativ (I.Q.)
- 1995, 2000: Outer Limits – Die unbekannte Dimension (The Outer Limits, Fernsehserie, 2 Folgen)
- 1996: Operation: Broken Arrow (Broken Arrow)
- 1996: Bombshell
- 1997: Retroactive
- 1998: The Sound of War (When Trumpets Fade, Fernsehfilm)
- 1998, 2000: Buddy Faro (Fernsehserie, 13 Folgen)
- 2002: Roter Drache (Red Dragon)
- 2003: A Good Night to Die
- 2003: School of Rock
- 2003–2004: Dead Zone (Fernsehserie, 7 Folgen)
- 2004: Criminal Intent – Verbrechen im Visier (Law & Order: Criminal Intent, Fernsehserie, Folge 4x05)
- 2004: Navy CIS (NCIS, Fernsehserie, Folge 2x10)
- 2006: World Trade Center
- 2006: Psych (Fernsehserie Folge 1x07)
- 2006: ’Tis Autumn: The Search for Jackie Paris
- 2007: Motel
- 2007: Cherry Crush
- 2007: Boston Legal (Fernsehserie, Folge 3x19)
- 2007: Dr. House (House, Fernsehserie, Folge 4x05)
- 2008: Drillbit Taylor – Ein Mann für alle Unfälle (Drillbit Taylor)
- 2009: The Cell 2
- 2010: Ugly Betty (Fernsehserie, Folge 4x12)
- 2010: As Good as Dead
- 2010: Janie Jones
- 2010: Burn Notice (Fernsehserie, Folge 4x04)
- 2010: Medium – Nichts bleibt verborgen (Medium, Fernsehserie, Folge 7x03)
- 2012: Alcatraz (Fernsehserie, Folge 1x08)
- 2012: NYC 22 (Fernsehserie, Folge 1x02)
- 2012–2013: Blue Bloods – Crime Scene New York (Blue Bloods, Fernsehserie, 2 Folgen)
- 2013: Aftermath
- 2013: Ray Donovan (Fernsehserie, 7 Folgen)
- 2014: The Blacklist (Fernsehserie, Folge 1x11)
- 2014: Rob the Mob – Mafia ausrauben für Anfänger (Rob the Mob),
- 2014: Gotham (Fernsehserie, Folge 1x02)
- 2015: Under the Dome (Fernsehserie, 3 Folgen)
- 2016: Madoff (Miniserie, 4 Folgen)
- 2016: Monster Trucks
- 2016–2018: Marvel’s Luke Cage (Fernsehserie, 7 Folgen)
- 2017: Cool Girls (The Outcasts)
- 2017: Against the Night
- 2018: Gone (Fernsehserie, Folge 1x10)
- 2018: Sneaky Pete (Fernsehserie, Folge 2x02)
- 2018: Deception – Magie des Verbrechens (Deception, Fernsehserie, Folge 1x10)
- 2018: The Good Cop (Fernsehserie, 2 Folgen)
- 2018: Warning Shot
- 2019: Wish Man
- 2019: Into the Dark (Fernsehserie, Folge 1x08)
- 2019: Hustlers
- 2019: The Shed
- 2019: Tom Clancy’s Jack Ryan (Fernsehserie, Folge 2x01)
- 2020: Interrogation (Fernsehserie, 6 Folgen)
- 2020: Bull (Fernsehserie, 1 Folge)
- 2022: Private Property

## Theater (Auswahl)
- 1986: Tigers Wild (Playhouse 91, New York City)
- 1992–1993: The Years (New York City Center/Stage I, New York City)
- 1996: The Size of the World (Circle Repertory Theatre, New York City)
- 2003: The 24 Hour Plays 2003 (American Airlines Theatre, New York City)
- 2010: A Lie of the Mind (Acorn Theater, New York City)
- 2011: Marie and Bruce (Acorn Theater, New York City)